# دهستان شپیران
شپیران، دهستانی است از توابع بخش کوهسار در شهرستان سلماس استان آذربایجان غربی ایران.زبان مردم این دهستان کردی کرمانجی است و  اهل سنت پیرو مذهب امام شافعی هستند.

## جمعیت
طی سرشماری های اخیر جمعیت این دهستان بزرگ قریب به ۳۵۰۰ نفر می‌باشد.